# کروشنگانه
کروشنگانه (به لهستانی:  Kruszyniany) یک روستا در لهستان است که در گمینا کرنکی واقع شده‌است.
 کروشنگانه  ۱۶۰ نفر جمعیت دارد.